# Верхнеозёрное
Верхнеозёрное — село в Беляевском районе Оренбургской области России. Входит в Донской сельсовет.

## География
Расположено на региональной автотрассе Оренбург — Орск — граница с Челябинской областью, на правом берегу реки Урал. Село находится у основания горы Маячной. Расстояние до районного центра, села Беляевка — 25 км.

## История
Село возникло на месте Верхней Озёрной (Верхне-Озёрная) крепости, заложенной в 1743 году. Во времена крепости на горе Маячной располагалась дозорная вышка. С неё открывался многоверстной обзор реки Урал и прилегающих земель, что позволяло казачьему посту производить круглосуточный дозор.
В октябре 1773 года сюда переведены казаки Воздвиженской крепости, чем значительно усилили гарнизон крепости во время пугачёвщины, когда она стала одним из опорных пунктов отпора отрядам Емельяна Пугачева и Афанасия Соколова-Хлопуши во второй половине ноября 1773 года.
20 ноября 1773 года Е. И. Пугачёв отправил к Верхне-Озерной крепости А. Т. Соколова-Хлопушу с полком заводских крестьян и атамана Андрея Бородина-Шару с конным полком. Этот сводный отряд (до 1000 чел.) атаковал 23 ноября Верхне-Озерную крепость, но штурм был отбит гарнизоном крепости во главе с комендантом полковником О. X. Демарином.
Известен указ Пугачёва, в котором упоминается Озёрная крепость:

6 октября 1773 г. — Именной указ казачьему атаману Верхне-Озерной крепости И. В. Немерову, старшинам, казакам и населению крепости
Самодержавнаго императора Петра Феодоровича Всероссийскаго и прочая, и прочая, и прочая.
Сей мой имянной указ Озерной крепости атаману Ивану Васильевичу Немерову и всем прочим старшинам и всякаго звания люди, имянное мое повеление.
Как деды и отцы ваши служили предкам моим, так и вы послужите мне, великому государю, верно и неизменно до капли своей крови. Когда исполните мое имянное повеление, и за то будите жалованы крестом и бородою, рекою и землею, травами и морями, и денежным жалованьем и хлебным провиантом, свинцом и порохом и вечною вольностию. И повеление мое исполните, со усердием ко мне приезжайте, то совершенно меня за оное приобрести можите к себе монаршескую милость.
А ежели вы моему указу противитъца будите, то вскорости возчувствовати на себя праведный мой гнев. Власти всевышняго создателя нашего и гнева моего избегнуть не можете, никто тебя от сильныя нашей руки защитить не может.
Великий государь Петр Третий Всероссийский.
— ЦГАДА, ф. 6, д. 415, л. 23 и об.—Копия.
Свыше 20 раз упоминается А. С. Пушкиным в произведениях, посвященных Пугачёвскому восстанию.

## Население
| 2010 |
| ---- |
| 245  |